# Ana de Prusia (1836-1918)
Ana de Prusia (en alemán, Anna von Preußen; Berlín, 17 de mayo de 1836-Fráncfort, 12 de junio de 1918) fue una princesa de Prusia, originalmente de religión protestante se convirtió al catolicismo.

## Biografía

### Pretendientes

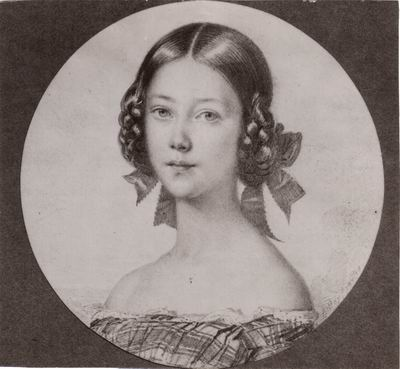
Una joven Ana.

Ana era la más joven de los tres hijos del príncipe Carlos de Prusia y de la princesa María de Sajonia-Weimar-Eisenach. La familia residía en el Palacio de Glienicke y el preboste de campo prusiano, Luis Augusto Bollert (1833-1860), le enseñó la religión protestante.
Como una princesa joven y hermosa, fue objeto de gran atención en la corte. En el invierno de 1852, el joven emperador Francisco José I de Austria la conoció en Berlín, se enamoró de ella, y deseó hacerle una proposición. Su madre, la archiduquesa Sofía de Austria, escribió a su hermana, la reina Isabel de Prusia, refiriéndose a: «La felicidad que se le mostró como un sueño breve e hizo impresión en su corazón —hay— mucho más fuerte y profunda que lo que yo pensaba al principio.» Sin embargo, Ana ya estaba comprometida en esa época, y como una complicación añadida, había fuertes sentimientos contra una alianza con Austria entre los hombres de estado prusianos. La madre de Francisco José preguntó: «Si hay alguna esperanza de que este triste matrimonio, que están imponiendo a esta encantadora Ana y que no la deja ninguna perspectiva de felicidad en absoluto, podía impedirse.» pero sin resultado. Sofía predijo que el matrimonio de Ana con su prometido, Federico, sería infeliz, lo que resultó ser cierto.

### Matrimonio y descendencia
El 26 de mayo de 1853, Ana se casó con el príncipe Federico de Hesse-Kassel en el palacio de Charlottenburg, en Berlín. Ana era la segunda esposa de su nuevo esposo, que nueve años antes había experimentado la traumática muerte dando a luz de su amada primera esposa, la gran duquesa Alejandra Nikolaievna de Rusia. Nunca superó esta pérdida, que tuvo lugar menos de un año más tarde después de su boda con Alejandra. Como Sofía predijo correctamente, la relación de Federico con Ana fue educada, pero emocionalmente distante. 
Tuvieron seis hijos:
- Federico Guillermo III (1854-1888), nunca se casó. Murió en el mar en un viaje desde Batavia a Singapur.
- Isabel (1861-1955), se casó con Leopoldo, príncipe heredero de Anhalt, y tuvo descendencia.
- Alejandro Federico (1863-1945), se casó con la baronesa Gisela Stockhorner de Starheim; no tuvieron descendencia.
- Federico Carlos (1868-1940), rey de Finlandia. Se casó con la princesa Margarita de Prusia y tuvieron descendencia.
- María Polixena (1872-1882), murió a los 10 años de edad de osteomielitis.
- Sibila Margarita (1877-1925), se casó con el barón Federico de Vincke (divorciados en 1923); tuvieron descendencia.

La familia residió alternativamente en Dinamarca, en el Castillo de Wilhelmshöhe en Kassel, en Weimar, Berlín, en Gut Panker en Holstein y en el Castillo de Rumpenheim. En 1875, Federico Guillermo comenzó a expandir el Castillo de Philippsruhe cerca de Hanau para convertirlo en su casa de retiro, a la que la pareja se mudó en 1880. La princesa Victoria escribió de Ana:

"...[ella] es muy hermosa, la figura más espléndida que nunca viste, pero no me gusta demasiado su estilo, sus vestidos son bastante más llenos que los de la emperatriz y tan bajos, que no puedo soportarlo; y no me gusta ver a las princesas bailando con todo el mundo...".

Protagonizó una de las mejores pinturas de Franz Xaver Winterhalter, en que ella está representada luciendo un vestido impresionante de tul sobre seda rosa.
Sin embargo, Ana también fue una mujer muy inteligente que presidió un salón cortesano de sobresalientes artistas y músicos, incluyendo a Johannes Brahms (quien le dedicó su gran quinteto para piano en fa menor op. 34, una de las obras más importantes de la música de cámara), Clara Schumann, Antón Rubinstein, y Julius Stockhausen. Ella misma fue una pianista clásica dotada de gran talento y habilidad que estudió bajo Theodor Kullak. Brahms le dedicó su Quinteto para piano en 1865.
Muchos golpes en la vida como la muerte de su esposo en 1884 y de su hijo mayor en 1888, hicieron que Ana entrará en la religión. Inusual para una landgravina de Hesse, se convirtió al catolicismo en 1901, lo que llevó a complicaciones políticas. De hecho su sobrino, el káiser Guillermo II, la expulsó de la familia Hohenzollern, aunque en sus últimos meses de vida se reconciliaron.

### Muerte y entierro
Ana murió el 12 de junio de 1918, en Fráncfort, a los 82 años de edad. El papa Benedicto XV le dio a la mujer moribunda una bendición personal. La ceremonia de despedida tuvo lugar el 17 de junio en la Iglesia de San Antonio. El obispo de Limburgo, Augustinus Kilian, celebró el réquiem pontificio en presencia de muchos príncipes, con la asistencia de la reina Guillermina de los Países Bajos. Está enterrada en la catedral de Fulda ante el altar de Santa Ana. La inscripción en latín dice: Hic iacet Serenissima Landgrafia Hassiae ANNA Principissa Borussiae nata Berolini die 17. maii 1836 obiit Francofurti die 12. junii 1918 + Misericordias Domini in aeternum cantabo R.I.P. [traducción: Aquí yace la Serenísima Landgravina de Hesse ANNA Princesa de Prusia nacida en Berlín el 17 de mayo de 1836 murió en Fráncfort el día 12 de junio de 1918. Cantaré la misericordia del Señor por siempre. R.I.P.]

## Títulos y tratamientos
Esta tabla aún no está actualizada. Puedes contribuir aportando información sobre títulos y tratamientos de esta persona.

## Títulos, órdenes y escudo

### Órdenes
- Dama de la Orden de Luisa (Reino de Prusia)
- Dama de la orden del León Dorado ( Hesse-Darmstadt, 1 de enero de 1883)[6]
- 795.ª Dama de la Orden de las Damas Nobles de la Reina María Luisa.[7] (Reino de España, 27 de mayo de 1863)

## Ancestros
|  |                                                                    |  |  |  |  |  |  |  |  |  |  |  |  |  |  |  |
|  | 16. Príncipe Augusto Guillermo de Prusia                           |  |  |  |  |  |  |  |  |  |  |  |  |  |  |  |
|  |                                                                    |  |  |  |  |  |  |  |  |  |  |  |  |  |  |  |
|  |                                                                    |  |  |  |  |  |  |  |  |  |  |  |  |  |  |  |
|  | 8. Rey Federico Guillermo II de Prusia                             |  |  |  |  |  |  |  |  |  |  |  |  |  |  |  |
|  |                                                                    |  |  |  |  |  |  |  |  |  |  |  |  |  |  |  |
|  |                                                                    |  |  |  |  |  |  |  |  |  |  |  |  |  |  |  |
|  | 17. Duquesa Luisa Amalia de Brunswick-Wolfenbüttel                 |  |  |  |  |  |  |  |  |  |  |  |  |  |  |  |
|  |                                                                    |  |  |  |  |  |  |  |  |  |  |  |  |  |  |  |
|  |                                                                    |  |  |  |  |  |  |  |  |  |  |  |  |  |  |  |
|  | 4. Rey Federico Guillermo III de Prusia                            |  |  |  |  |  |  |  |  |  |  |  |  |  |  |  |
|  |                                                                    |  |  |  |  |  |  |  |  |  |  |  |  |  |  |  |
|  |                                                                    |  |  |  |  |  |  |  |  |  |  |  |  |  |  |  |
|  | 18. Landgrave Luis IX de Hesse-Darmstadt                           |  |  |  |  |  |  |  |  |  |  |  |  |  |  |  |
|  |                                                                    |  |  |  |  |  |  |  |  |  |  |  |  |  |  |  |
|  |                                                                    |  |  |  |  |  |  |  |  |  |  |  |  |  |  |  |
|  | 9. Princesa Federica Luisa de Hesse-Darmstadt                      |  |  |  |  |  |  |  |  |  |  |  |  |  |  |  |
|  |                                                                    |  |  |  |  |  |  |  |  |  |  |  |  |  |  |  |
|  |                                                                    |  |  |  |  |  |  |  |  |  |  |  |  |  |  |  |
|  | 19. Condesa palatina Carolina de Zweibrücken                       |  |  |  |  |  |  |  |  |  |  |  |  |  |  |  |
|  |                                                                    |  |  |  |  |  |  |  |  |  |  |  |  |  |  |  |
|  |                                                                    |  |  |  |  |  |  |  |  |  |  |  |  |  |  |  |
|  | 2. Príncipe Carlos de Prusia                                       |  |  |  |  |  |  |  |  |  |  |  |  |  |  |  |
|  |                                                                    |  |  |  |  |  |  |  |  |  |  |  |  |  |  |  |
|  |                                                                    |  |  |  |  |  |  |  |  |  |  |  |  |  |  |  |
|  | 20. Duque Carlos Luis Federico de Mecklemburgo, príncipe de Mirow  |  |  |  |  |  |  |  |  |  |  |  |  |  |  |  |
|  |                                                                    |  |  |  |  |  |  |  |  |  |  |  |  |  |  |  |
|  |                                                                    |  |  |  |  |  |  |  |  |  |  |  |  |  |  |  |
|  | 10. Gran duque Carlos II de Mecklemburgo-Strelitz                  |  |  |  |  |  |  |  |  |  |  |  |  |  |  |  |
|  |                                                                    |  |  |  |  |  |  |  |  |  |  |  |  |  |  |  |
|  |                                                                    |  |  |  |  |  |  |  |  |  |  |  |  |  |  |  |
|  | 21. Princesa Isabel Albertina de Sajonia-Hildburghausen            |  |  |  |  |  |  |  |  |  |  |  |  |  |  |  |
|  |                                                                    |  |  |  |  |  |  |  |  |  |  |  |  |  |  |  |
|  |                                                                    |  |  |  |  |  |  |  |  |  |  |  |  |  |  |  |
|  | 5. Duquesa Luisa de Mecklemburgo-Strelitz                          |  |  |  |  |  |  |  |  |  |  |  |  |  |  |  |
|  |                                                                    |  |  |  |  |  |  |  |  |  |  |  |  |  |  |  |
|  |                                                                    |  |  |  |  |  |  |  |  |  |  |  |  |  |  |  |
|  | 22. Príncipe Jorge Guillermo de Hesse-Darmstadt                    |  |  |  |  |  |  |  |  |  |  |  |  |  |  |  |
|  |                                                                    |  |  |  |  |  |  |  |  |  |  |  |  |  |  |  |
|  |                                                                    |  |  |  |  |  |  |  |  |  |  |  |  |  |  |  |
|  | 11. Princesa Federica de Hesse-Darmstadt                           |  |  |  |  |  |  |  |  |  |  |  |  |  |  |  |
|  |                                                                    |  |  |  |  |  |  |  |  |  |  |  |  |  |  |  |
|  |                                                                    |  |  |  |  |  |  |  |  |  |  |  |  |  |  |  |
|  | 23. Condesa María Luisa Albertina de Leiningen-Falkenburg-Dagsburg |  |  |  |  |  |  |  |  |  |  |  |  |  |  |  |
|  |                                                                    |  |  |  |  |  |  |  |  |  |  |  |  |  |  |  |
|  |                                                                    |  |  |  |  |  |  |  |  |  |  |  |  |  |  |  |
|  | 1. Princesa Ana de Prusia                                          |  |  |  |  |  |  |  |  |  |  |  |  |  |  |  |
|  |                                                                    |  |  |  |  |  |  |  |  |  |  |  |  |  |  |  |
|  |                                                                    |  |  |  |  |  |  |  |  |  |  |  |  |  |  |  |
|  | 24. Duque Ernesto Augusto II de Sajonia-Weimar-Eisenach            |  |  |  |  |  |  |  |  |  |  |  |  |  |  |  |
|  |                                                                    |  |  |  |  |  |  |  |  |  |  |  |  |  |  |  |
|  |                                                                    |  |  |  |  |  |  |  |  |  |  |  |  |  |  |  |
|  | 12. Gran duque Carlos Augusto de Sajonia-Weimar-Eisenach           |  |  |  |  |  |  |  |  |  |  |  |  |  |  |  |
|  |                                                                    |  |  |  |  |  |  |  |  |  |  |  |  |  |  |  |
|  |                                                                    |  |  |  |  |  |  |  |  |  |  |  |  |  |  |  |
|  | 25. Princesa Ana Amalia de Brunswick-Wolfenbüttel                  |  |  |  |  |  |  |  |  |  |  |  |  |  |  |  |
|  |                                                                    |  |  |  |  |  |  |  |  |  |  |  |  |  |  |  |
|  |                                                                    |  |  |  |  |  |  |  |  |  |  |  |  |  |  |  |
|  | 6. Gran duque Carlos Federico de Sajonia-Weimar-Eisenach           |  |  |  |  |  |  |  |  |  |  |  |  |  |  |  |
|  |                                                                    |  |  |  |  |  |  |  |  |  |  |  |  |  |  |  |
|  |                                                                    |  |  |  |  |  |  |  |  |  |  |  |  |  |  |  |
|  | 26. Landgrave Luis IX de Hesse-Darmstadt (= 18)                    |  |  |  |  |  |  |  |  |  |  |  |  |  |  |  |
|  |                                                                    |  |  |  |  |  |  |  |  |  |  |  |  |  |  |  |
|  |                                                                    |  |  |  |  |  |  |  |  |  |  |  |  |  |  |  |
|  | 13. Princesa Luisa de Hesse-Darmstadt                              |  |  |  |  |  |  |  |  |  |  |  |  |  |  |  |
|  |                                                                    |  |  |  |  |  |  |  |  |  |  |  |  |  |  |  |
|  |                                                                    |  |  |  |  |  |  |  |  |  |  |  |  |  |  |  |
|  | 27. Condesa palatina Carolina de Zweibrücken (= 19)                |  |  |  |  |  |  |  |  |  |  |  |  |  |  |  |
|  |                                                                    |  |  |  |  |  |  |  |  |  |  |  |  |  |  |  |
|  |                                                                    |  |  |  |  |  |  |  |  |  |  |  |  |  |  |  |
|  | 3. Princesa María de Sajonia-Weimar-Eisenach                       |  |  |  |  |  |  |  |  |  |  |  |  |  |  |  |
|  |                                                                    |  |  |  |  |  |  |  |  |  |  |  |  |  |  |  |
|  |                                                                    |  |  |  |  |  |  |  |  |  |  |  |  |  |  |  |
|  | 28. Emperador Pedro III de Rusia                                   |  |  |  |  |  |  |  |  |  |  |  |  |  |  |  |
|  |                                                                    |  |  |  |  |  |  |  |  |  |  |  |  |  |  |  |
|  |                                                                    |  |  |  |  |  |  |  |  |  |  |  |  |  |  |  |
|  | 14. Emperador Pablo I de Rusia                                     |  |  |  |  |  |  |  |  |  |  |  |  |  |  |  |
|  |                                                                    |  |  |  |  |  |  |  |  |  |  |  |  |  |  |  |
|  |                                                                    |  |  |  |  |  |  |  |  |  |  |  |  |  |  |  |
|  | 29. Emperatriz Catalina II de Rusia                                |  |  |  |  |  |  |  |  |  |  |  |  |  |  |  |
|  |                                                                    |  |  |  |  |  |  |  |  |  |  |  |  |  |  |  |
|  |                                                                    |  |  |  |  |  |  |  |  |  |  |  |  |  |  |  |
|  | 7. Gran duquesa María Pávlovna de Rusia                            |  |  |  |  |  |  |  |  |  |  |  |  |  |  |  |
|  |                                                                    |  |  |  |  |  |  |  |  |  |  |  |  |  |  |  |
|  |                                                                    |  |  |  |  |  |  |  |  |  |  |  |  |  |  |  |
|  | 30. Duque Federico II Eugenio de Wurtemberg                        |  |  |  |  |  |  |  |  |  |  |  |  |  |  |  |
|  |                                                                    |  |  |  |  |  |  |  |  |  |  |  |  |  |  |  |
|  |                                                                    |  |  |  |  |  |  |  |  |  |  |  |  |  |  |  |
|  | 15. Princesa Sofía Dorotea de Wurtemberg                           |  |  |  |  |  |  |  |  |  |  |  |  |  |  |  |
|  |                                                                    |  |  |  |  |  |  |  |  |  |  |  |  |  |  |  |
|  |                                                                    |  |  |  |  |  |  |  |  |  |  |  |  |  |  |  |
|  | 31. Princesa Federica de Brandeburgo-Schwedt                       |  |  |  |  |  |  |  |  |  |  |  |  |  |  |  |
|  |                                                                    |  |  |  |  |  |  |  |  |  |  |  |  |  |  |  |
|  |                                                                    |  |  |  |  |  |  |  |  |  |  |  |  |  |  |  |